# Współczynnik fi
Współczynnik fi (ϕ) – jedna z miar zależności, stosowana dla dwóch zmiennych, z których obie są dychotomiczne (czyli takie, których łączny rozkład można przedstawić w tabeli 2×2).
W obszarze uczenia maszynowego współczynnik ten nazywa się współczynnikiem korelacji Matthewsa (MCC, ang. Matthews Correlation Coefficient).
Przykład zastosowania: związek między płcią (wartości: kobieta i mężczyzna) a trybem studiów (wartości: stacjonarne i niestacjonarne).
Rozwinięciem współczynnika fi jest współczynnik V Craméra.
Współczynnik fi można policzyć na dwa sposoby: 
- wykorzystując poniższy wzór na współczynnik fi,

lub 
- kodując (podobnie jak ma to miejsce w przypadku korelacji punktowo-dwuseryjnej) zmienne dychotomiczne tak, żeby przyjmowały wartości 0 i 1 (jest to tzw. dummy coding), a następnie licząc dla nich współczynnik korelacji liniowej Pearsona.

## Wzór
Oznaczmy w następujący sposób liczebności w tablicy kontyngencji o wymiarach 2×2 pokazującej rozkład dwóch zmiennych dychotomicznych:
|       | y = 1               | y = 0               | suma                |
| x = 1 | {\displaystyle a}   | {\displaystyle b}   | {\displaystyle a+b} |
| x = 0 | {\displaystyle c}   | {\displaystyle d}   | {\displaystyle c+d} |
| suma  | {\displaystyle a+c} | {\displaystyle b+d} | {\displaystyle n}   |

Współczynnik fi obliczymy wtedy, używając wzoru:
{\displaystyle \phi ={\frac {ad-bc}{\sqrt {(a+c)(b+d)(a+b)(c+d)}}}.}
W polskiej literaturze niekiedy proponuje się następujący wzór:
{\displaystyle \phi _{2}={\frac {|ad-bc|}{\sqrt {(a+c)(b+d)(a+b)(c+d)}}}.}
W takiej sytuacji współczynnik {\displaystyle \phi _{2}} będzie przyjmował tylko wartości dodatnie i będzie tożsamy ze współczynnikiem V Craméra, który dla dwóch zmiennych dychotomicznych przyjmuje postać:
{\displaystyle V={\sqrt {\chi ^{2}/n}}}.